# Halpern Olga

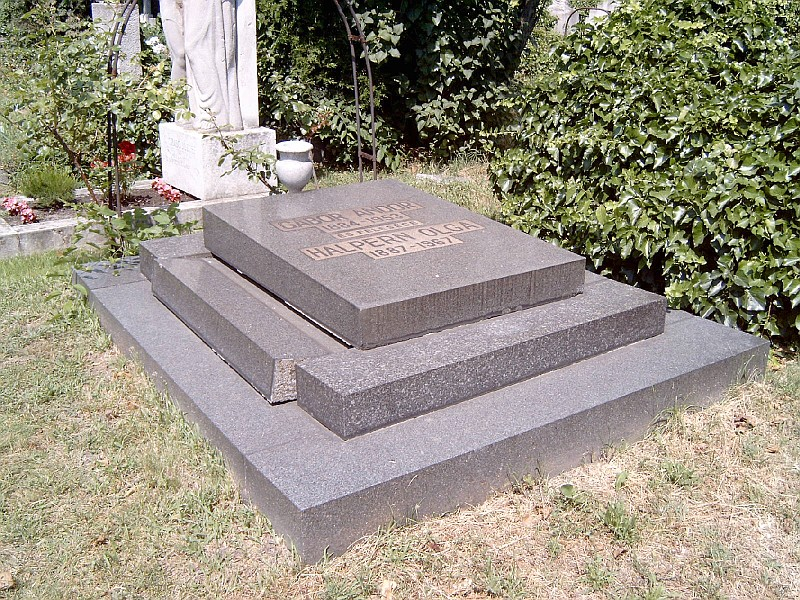
Halpern Olga és férje, Gábor Andor sírja

Halpern Olga (Mogiljov – Podolszk, Oroszország, 1887. március 24. – Budapest, 1967. április 2.)  műfordító, irodalomszervező, Gábor Andor felesége.

## Életpályája
A Bécsi Egyetemen szerzett tanári diplomát. 1923-ban kötött házasságot Gábor Andorral. 1925-től Párizsban, majd Berlinben élt. Tagja volt a német kommunista pártnak. A  német írók egyesületének szervező titkára,  a Proletár Írók Szövetségének az egyik alapítója és szervezője volt. 1933-ban Moszkvába emigrált, ahol az emigráns írók szervezetének szervezőtitkára volt. Műfordítóként is jelentős: németre fordította Fjodor Vasziljevics Gladkov, Mihail Alekszandrovics Solohov, Makszim Gorkij és Szergej Alekszandrovics Jeszenyin műveit. 1945-től férjével Magyarországon élt.
Férje 1953-ban bekövetkezett halála után Gábor Andor összegyűjtött műveinek sajtó alá rendezésével foglalkozott. 1958-ban megalapította a Gábor Andor-díjat.